# 蓮福寺 (松山市)
蓮福寺（れんぷくじ）は、愛媛県松山市にある浄土真宗本願寺派の寺院。山号は信縁山。本尊は阿弥陀如来。水野廣徳の菩提寺。山岡三子の実家。

## 由緒
伊予松山藩主松平家に関わりのある寺。その前身は遠州掛川の真如寺である。慶長8年11月、その春征夷大将軍に任ぜられた家康がお礼言上のため上洛の途次掛川城に入ることになっていた。城主定吉は定勝の嫡子であるが、その日家康の不興をかって叱られ、家老のいさめを聞くことなく、家康の入城を前に19歳の若さで自刃、家康が入城したころ城内の騒ぎはおさまっていた。定吉自刃の前に付げ家老久松対馬守は割腹しており、近習の者20余名も追い腹を切って殉死した。もう一人の部屋家老加藤信宗（犬山城主加藤清信の孫、加藤清正の甥）は、剃髪して唯宗といい、定吉の遺言により主君と殉死の家来の菩提を弔った。翌9年東本願寺の末寺となり、開祖教如の寿像を賜った。3世慶円代の元和3年には定勝に従い桑名へ、4世慶順は定行の松山入部に従い、1638年（寛永15年）城の北麓杉谷に蓮福寺を建立、寛文8年火災による焼失後現在地に移り、8世慶随代の1779年（安永8年）西本願寺末になったという。

## 境内
同寺は水野家の菩提寺であり、境内墓地には水野廣徳の墓がある。